# 蒲江文廟
蒲江文廟位於四川省成都市蒲江縣，文物遺址年代判定為清代。2007年6月1日公佈為四川省第七批文物保護單位。